# Alte Pforzheimer Hütte
Die Alte Pforzheimer Hütte ist eine auf 2256 m s.l.m. gelegene ehemalige Alpenvereinshütte im Südtiroler Teil der Sesvennagruppe. Sie liegt etwa 200 Meter östlich der heutigen Sesvennahütte und dient seit 2015 als Museum.

## Geschichte

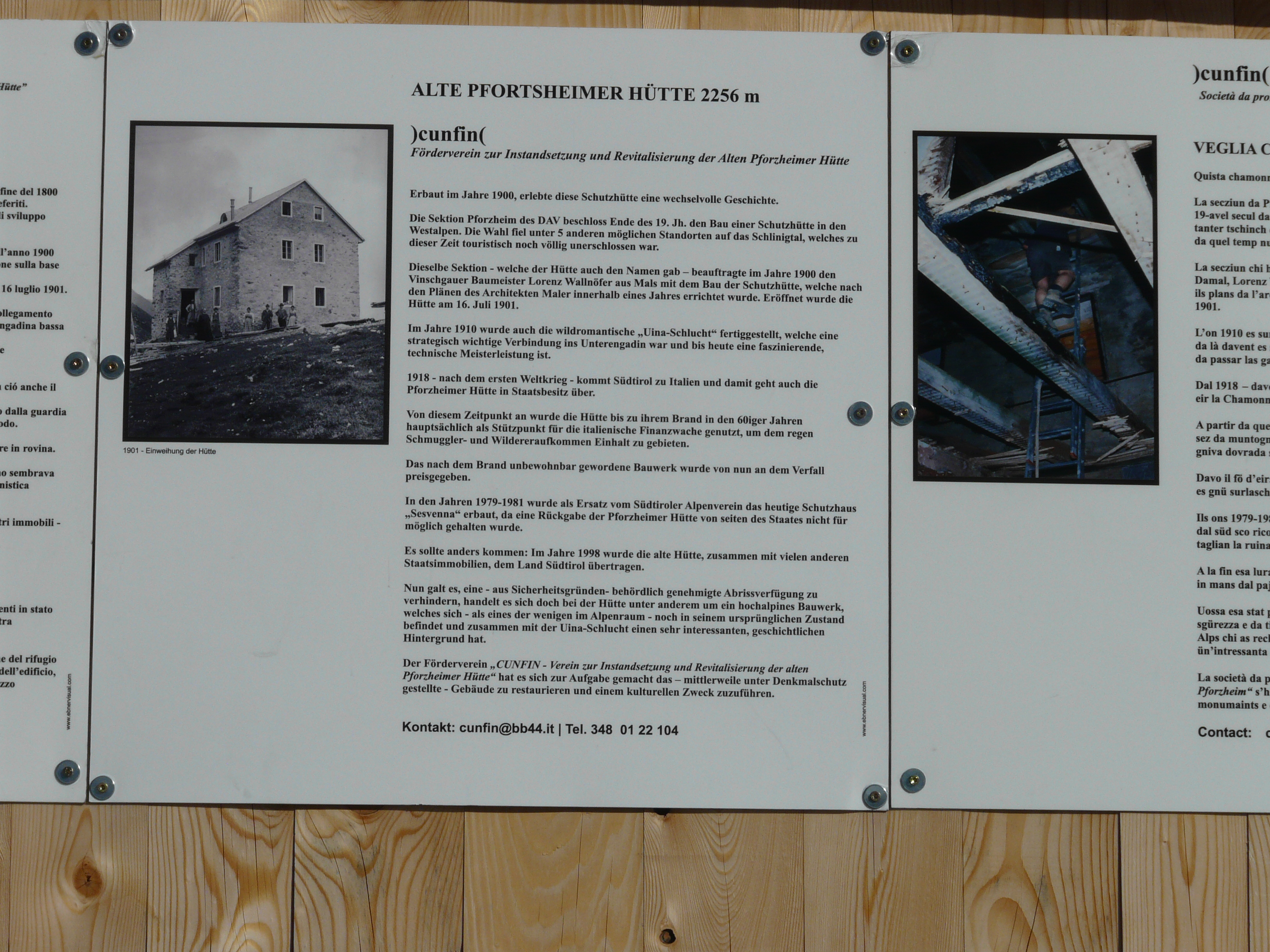
Infotafel des Fördervereins Cunfin

Im Jahr 1898 beschloss die Sektion Pforzheim des damaligen DuOeAV auf Betreiben der beiden Mitglieder Emil und Adolf Witzenmann, eine Schutzhütte zu bauen. Als Standort wurde unter mehreren Kandidaten das Schlinigtal gewählt. Am 16. Juli 1901 erfolgte die Eröffnung der Pforzheimer Hütte. Infolge der durch den Vertrag von St. Germain erzwungenen Abtretung Südtirols an das Königreich Italien wurde die Hütte enteignet und der Sektion Mailand des Club Alpino Italiano anvertraut, der die Hütte unter der Bezeichnung Rifugio Rassas bis Ende der 1920er-Jahre betrieb.
Danach wurde sie von der Regia Guardia di Finanza genutzt. 1964 brannte das Gebäude aus. Ende der 1970er-Jahre entschied sich der Alpenverein Südtirol für den Bau einer neuen Schutzhütte – der Sesvennahütte – in unmittelbarer Umgebung, da eine Rückgabe der alten Hütte für unwahrscheinlich gehalten wurde.

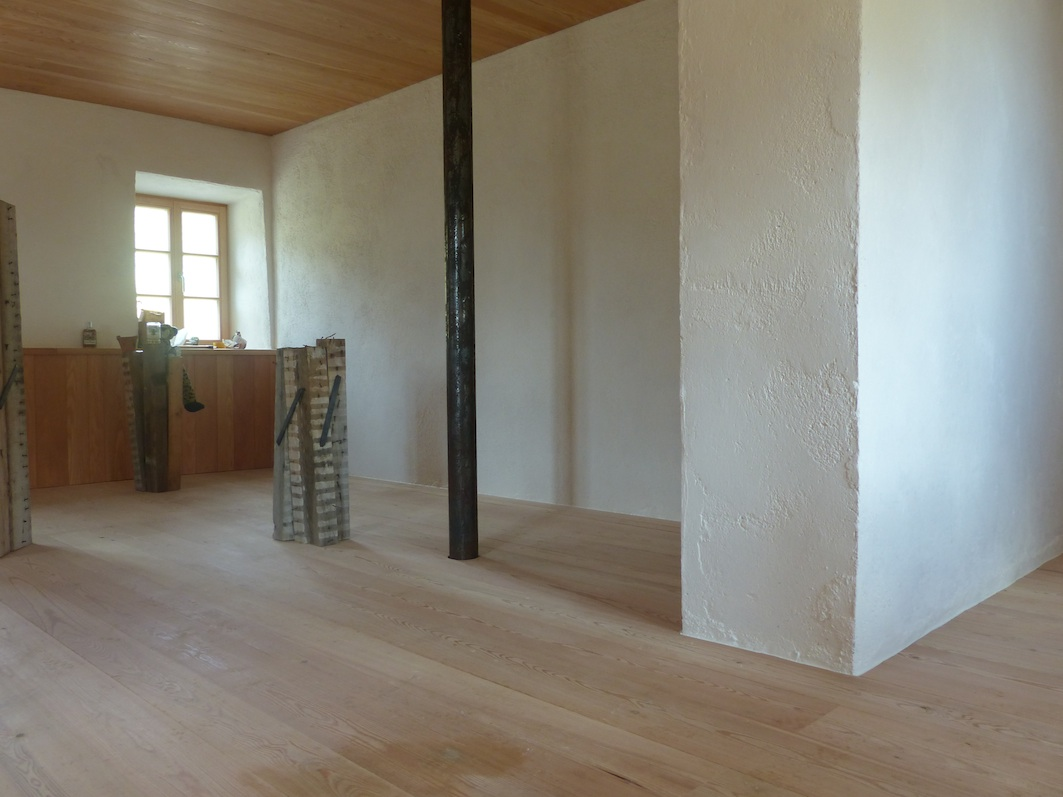
Renoviertes Erdgeschoß

1998 beschloss der italienische Staat, das Gebäude zusammen mit zahlreichen anderen Immobilien dem Land Südtirol zu übertragen. Seither engagiert sich der Förderverein Cunfin für die Instandsetzung und Bewirtschaftung der Alten Pforzheimer Hütte, die 2009 als „interessantes Beispiel des alpinen Hüttenwesens um 1900“ unter Denkmalschutz gestellt wurde. Das Haus wurde teilsaniert und dient seit 2015 als Museum. Am 20. September 2015 wurde die erste Ausstellung „Zollfreie Zone!?“ über den Schmuggel im Grenzgebiet eröffnet.
Seit dem Sommer 2024 dient die Hütte als Selbstversorgerhaus für Jugendliche.